# メキシコオオカミ
メキシコオオカミ（Canis lupus baileyi）はタイリクオオカミの亜種の1つ。アメリカ合衆国南部およびメキシコに生息していたが、ほとんどの地域で絶滅状態にある。1998年からアリゾナ州とニューメキシコ州に再導入されている。

## 概要
メキシコオオカミは、北アメリカに存在する3つの亜種のオオカミの中では最も体が小さく、他の2亜種と遺伝的な差が大きい。成獣で、体重23-36kg（50-80ポンド）・全長167cm（5.5フィート）・肩高71-81cm（28-32インチ）程度の大きさである。体色は黄褐色・灰色・黒が混じりあい、北部の2亜種と同様に白単色・黒単色の個体はいない。アメリカ南西部・メキシコの砂漠に住むと考える人もいるが、実際には森林地帯に生息している。ヘラジカのようにメキシコオオカミ自身より大型の動物を狩る場合は、群れ（パック）で狩りを行う。また、ウサギなどの小型の動物も餌とすることがある。

## 歴史
メキシコオオカミは、かつてはアリゾナ州の南端・ニューメキシコ州の南端・テキサス州の西部よびメキシコに分布していた。家畜を襲い経済的な被害があるとして、駆除の対象となっていた。アメリカ合衆国では1970年代にはほぼ絶滅の状態となり、メキシコでも個体数が減少していた。
アメリカ合衆国では、1973年に絶滅危惧種法が制定され、1976年に絶滅危惧種に指定された。その後、保護施設での繁殖と野生復帰にむけたプログラムが実行され、1998年から、アリゾナ州とニューメキシコ州の国有林に再導入された。2010年には野生下で50頭のメキシコオオカミの生息が確認されている。
2006年現在、アメリカ合衆国およびメキシコの繁殖施設で飼われているメキシコオオカミは、49施設で約300頭（アメリカ合衆国内45施設、260頭）存在する。